# Ctenomys bergi
Туко-туко Берга (Ctenomys bergi) — вид гризунів родини тукотукових, який зустрічається в північно-західній провінції Кордова, в центральній частині Аргентини. Поширення виду обмежується в основному піщаними дюнами і його населення фрагментоване. Певного сезону розмноження немає. Середній розмір приплоду 2,9 дитинча.

## Етимологія
Вид названий на честь доктора Фредеріко Гільєрмо Карлоса Берга (1843 - 1902), ентомолога і натураліста, який працював у Південній Америці.

## Загрози та охорона
Вид обмежується рослинністю на піщаних дюнах і тому уразливий. Занесений як уразливий до Червоної книги Аргентини.